# María Estela Canales Martínez-Pinna
María Estela Canales Martínez-Pinna (Alacant, 29 de març de 1966) és una política alacantina, diputada a les Corts Valencianes en la IV, V i VI Legislatures.
Viu a Benidorm, on fou escollida regidora a les eleccions municipals espanyoles de 1991 i 1995. Ha estat regidora de platges, joventut, seguretat ciutadana i trànsit. Després fou escollida diputada a les eleccions a les Corts Valencianes de 1995, 1999 i 2003. De 1999 a 2003 fou vicepresidenta de la Comissió de Governació i Administració Local i de la Comissió de Control de l'Actuació de la RTVV i Societats que en depenen. i de 2003 a 2007 vicepresidenta de la Comissió de Governació i Administració Local.